# Ichneumon proletarius
Ichneumon proletarius är en stekelart som beskrevs av Wesmael 1848. Ichneumon proletarius ingår i släktet Ichneumon och familjen brokparasitsteklar.

## Underarter
Arten delas in i följande underarter:
- I. p. flavomaculatus
- I. p. rufofemoratus
- I. p. areolator